# Swertia tetrapetala
Swertia tetrapetala là một loài thực vật có hoa trong họ Long đởm. Loài này được Pall. miêu tả khoa học đầu tiên năm 1789.